# 頂厝子
頂厝子，原寫為頂厝仔，是臺灣嘉義縣東石鄉的一個傳統地域名稱，位於該鄉西北端。相較於今日行政區，其範圍大致包括鰲鼓村不含東部南側凸出部分的最東端、港口村西北部。

## 歷史
臺灣日治初期，頂厝子地區為一（舊制）街庄，稱為「頂厝仔庄」，隸屬於大坵田西堡。該庄北與副瀨庄為鄰，東北及東與港墘厝庄為鄰，南邊為三塊厝庄，西邊為山藔庄。
1901年（日治明治三十四年）11月，全臺廢縣廳改設二十廳，該庄隸屬於嘉義廳。1903年（明治三十六年）6月，該庄編入「東石港區」，隸屬於嘉義廳。1909年（明治四十二年）10月，合併二十廳為十二廳，東石港區仍隸屬於嘉義廳。1920年（大正九年），全臺地方制度大改正，廢十二廳改設五州二廳，該庄改制並雅化為「頂厝子」大字，隸屬於臺南州東石郡東石庄（新制街庄）。
戰後東石庄改制為東石鄉，隸屬於臺南縣，大字亦改制為村。1950年10月，雲、嘉、南分治，東石鄉改隸屬嘉義縣。

## 聚落
本地區發展較早的聚落有頂厝（頂厝子）、過港仔等，在日治期初期的官方地圖上已有記載。

## 交通
省道台17線又稱「西部濱海公路」，是臺中市清水區甲南至屏東縣枋寮鄉水底寮的幹道，經過本地區頂厝子、過港子兩聚落的中間。由該道路向北北西可前往雲林縣口湖鄉西部、四湖鄉西部、臺西鄉、東勢鄉西北端等地；向南可前往布袋鎮、臺南市北門區、將軍區、七股區等地。
省道台61線又稱「西部濱海快速公路」，目前通車路段北起新北市八里區臺北港，南至臺南市七股區九塊厝，經過本地區西部。本地區向北可經由台61線兩側平面車道或省道台17線至鰲鼓交流道，再進入台61線北上車道；向南可經由台61線兩側平面車道或省道台17線、縣道168號至東石二交流道，再進入台61線南下車道；由此等可快速前往台灣西部沿海各地。
鄉道嘉4線是塭港至頂厝仔的道路。